# Arnold Lazarus
Arnold Allan Lazarus (Johannesburgo, 27 de enero de 1932-Princeton, 1 de octubre de 2013) fue un psicólogo sudafricano conocido por sus contribuciones a la terapia de la conducta. Era profesor emérito de psicología en la Universidad de Rutgers (Nueva Jersey) y el fundador de la terapia multimodal.

## Vida y estudios
Arnold Lazarus creció en Sudáfrica y estudió en la Universidad de Witwatersrand al igual que Joseph Wolpe. Entre 1956 obtuvo su título y el 1957 alcanzó el grado de maestro en psicología experimental. Además de practicar la psicoterapia, desde 1959, continuó sus estudios y en 1960 fue galardonado como doctor en Psicología Clínica. En 1963 pasó un año como profesor asistente en la Universidad Stanford (California), y luego regresó hace dos años a la Universidad de Witwatersrand.
En 1966 se convirtió en director del Instituto de Comportamiento en Sausalito, California. Junto con Joseph Wolpe, publicó un libro sobre técnicas conductuales («Técnicas de terapia conductual», 1966). Un año más tarde, se convirtió en profesor visitante en la Universidad de Temple en Filadelfia.
A diferencia de Wolpe, Lazarus adquirió un enfoque cada vez más ecléctico de los tratamientos que ya no incluían únicamente al conductismo. Después opinó que para que una terapia sea eficaz debía incluir todas las técnicas empíricamente probadas independientemente de su origen. Debido a esta tenencia «ecléctica» finalmente rompió con Wolpe.
De 1970 a 1972 Lazarus estuvo trabajando en la Universidad de Yale. En 1972 recibió el diploma de la Junta Americana de Psicología Profesional Clínica y se dedicó por primera vez a la práctica privada en Princeton, Nueva Jersey. Poco tiempo después fue nombrado profesor en el local de la Universidad de Rutgers, donde enseñó hasta su retiro de la enseñanza y la investigación.

## Obra
Comenzó su labor como psicólogo a finales de la década de los años 1950, al igual que Albert Ellis y Aaron T. Beck, y hasta la década de 1970 desarrolló lo que fue posiblemente la primera forma de terapia cognitivo-conductual de «amplio espectro».  En 1958, Arnold Lazarus fue el primero en introducir los términos «terapia de conducta» y «terapeuta de conducta» en la literatura profesional.
Más tarde amplió el enfoque del tratamiento conductual para incorporar los aspectos cognitivos. Cuando se hizo evidente que la optimización de la eficacia de la terapia así como la de los efectos duraderos del tratamiento a menudo requieren trascender los más específicas métodos cognitivos y conductuales, él amplió el alcance de la TCC para incluir sensaciones físicas (a diferencia de los estados emocionales), imágenes visuales (a diferencia de la lengua basada en el pensamiento), las relaciones interpersonales y factores biológicos.  A este acercamiento psicoterapéutico le llamó terapia multimodal, misma que comparte muchas hipótesis con la teoría de Ellis, la terapia racional emotiva conductual, y la de Beck, la terapia cognitiva.
En cuanto a sus publicaciones, Lazarus es autor de 18 libros y ha colaborado en más de 200 artículos científicos. Fue ganador del «Psyche Award» otorgado por la Cummings Foundation entre otros reconocimientos.